# Linia kolejowa Krzelów – Leszno Dworzec Mały
Linia kolejowa nr 318 – zlikwidowana, niezelektryfikowana, jednotorowa linia kolejowa o długości 59,800 km, łącząca stacje: Leszno Dworzec Mały i Krzelów.

## Historia
11 czerwca 1914 roku z udziałem Królestwa Prus, Prowincji Poznańskiej, powiatów: leszczyńskiego, górowskiego, ścinawskiego oraz miast: Góra, Ścinawa i Chobienia, a także, z należącym do Lenz Co, Kolejowym Towarzystwem Budowlanym, założono Leszczyńsko – Górowsko – Ścinawską Kolej Małą Towarzystwo Akcyjne z siedzibą w Górze. Ze względu na wybuch I wojny światowej, krótko po założeniu kolejki, trasę otwarto dla ruchu towarowego dopiero 15 września 1916 roku, a dla ruchu pasażerskiego 24 maja 1917 roku. Ruch obsługiwała – tak jak na Kolei Legnicko – Rawickiej – firma Lenz & Co.
Po wysadzeniu mostu na Kopanicy w czasie powstania wielkopolskiego, linia stała się nieprzejezdna. Poza tym po odzyskaniu przez Polskę niepodległości w 1918 roku, pomiędzy Laskową a Chróściną (niem. Kraschen) przebiegać zaczęła granica państwowa pomiędzy Polską a Niemcami. Od 17 stycznia 1920 roku linia na trasie Leszno – Laskowa nie była używana, a w 1922 rozebrana, na co wskazują nigdy nie wznowione kursy do Leszna, nawet podczas niemieckiej
okupacji w czasie II wojny światowej. Dziś spacerując wzdłuż torów linii Poznań – Wrocław widać jeszcze starotorze, ciągnące się do ogródków działkowych za Zaborowem.
Czynna była natomiast pozostała część linii. Nazwę Towarzystwa zmieniono 25 marca 1939 roku na Górowską Kolej Małą Towarzystwo Akcyjne. Trasę Góra – Krzelów – Ścinawa (bo tam dojeżdżała większość pociągów) obsługiwało w latach 20. i 30. XX wieku pięć pociągów dziennie w dni robocze. W czasie II wojny światowej linia obsadzona była już tylko przez 3 – 4 pociągi dziennie.
Po likwidacji linii i dworca budynek został adaptowany do innych celów. W okresie PRL znajdował się tam m.in. zakład fryzjerski oraz gabinet stomatologiczny.

## Przebieg
Linia rozpoczynała się na stacji Leszno Dworzec Mały w Prowincji Poznańskiej i wiodła w kierunku południowym równolegle do torów linii nr 271 Wrocław Główny – Poznań Główny  przez nieistniejącą już dziś leszczyńską stację Leszno Zaborowo. Wiodła wzdłuż dzisiejszej drogi wojewódzkiej 323 i pomiędzy Henrykowem Wielkopolskim a Laskową przecinała Kopanicę. Następnie przekraczała granicę prowincji Dolny śląsk i wiodła dalej krzyżując się w Sławęcicach z państwową linią Bojanowo – Odrzycko. Od tego momentu tory biegły równolegle do siebie mając jednocześnie osobne dworce w Sławęcicach i Górze. Kolejny raz przekraczała rzekę pomiędzy Osetnem a Bełczem Wielkim poprzez most na Baryczy. Za Górą linia kierowała się w kierunku Odry i biegła wzdłuż niej, aż do Ścianawy. W Krzelowie osiągała linię kolei legnicko-rawickiej, która prowadziła przez Ścinawę do stacji Legnica Północna.
Linia Leszno Dworzec Mały – Krzelów najbliżej Odry znajdowała się w okolicach Luboszyc i Chobieni. Jednakże w Chobieni dworzec znajdował się po wschodniej stronie rzeki, zaś miasto po zachodniej. Linia na całej długości nie przekraczała Odry, Dopiero za Krzelowem, w Ścinawie przechodziła na zachodni brzeg rzeki poprzez most wybudowany dla Kolei Legnicko-Rawickiej

## Infrastruktura

### Węzły
| Stacja węzłowa | Linia | Kierunek                       | Status |
| -------------- | ----- | ------------------------------ | ------ |
| Leszno         | 14    | Łódź Kaliska – Forst           | czynny |
| Leszno         | 271   | Wrocław Główny – Poznań Główny | czynny |
| Leszno         | 359   | Zbąszyń                        | czynny |
| Leszno         | 360   | Jarocin                        | czynny |
| Leszno         | 817   | Leszno Grzybowo                | czynny |

### Stacje i przystanki
| Km                                                  | Nazwa Poprzednia nazwa                             | Zdjęcie | Liczba krawędzi peronowych | Infrastruktura                     | Źródło        |
| --------------------------------------------------- | -------------------------------------------------- | ------- | -------------------------- | ---------------------------------- | ------------- |
| 0,000                                               | Krzelów Krehlau, Grzelów                           |         | 3                          | Stacja kolejowa                    | [ 11 ] [ 12 ] |
| 2,263                                               | Wyszęcice Wischütz, Wyszącice                      |         | 1                          | Przystanek osobowy                 | [ 13 ] [ 12 ] |
| 4,856                                               | Gryżyce Krischütz                                  |         | 1                          | Przystanek osobowy                 | [ 14 ] [ 12 ] |
| 6,436                                               | Rajczyn Rayschen, Rościn                           |         | 1                          | Przystanek osobowy                 | [ 15 ] [ 12 ] |
| 8,000                                               | Borki Neuvarwerk                                   |         | 0                          | Stacja towarowa                    | [ 16 ] [ 12 ] |
| 10,094                                              | Jagielno Górowskie Nieder Gimmel, Imienno Jemielno |         | 3                          | Przystanek osobowy                 | [ 17 ] [ 12 ] |
| 13,100                                              | Bieliszów Neu Heidau                               |         | 1                          | Przystanek osobowy                 | [ 18 ] [ 12 ] |
| 15,899                                              | Chobienia Köben, Chobień                           |         | 3                          | Przystanek osobowy                 | [ 19 ] [ 12 ] |
| 18,379                                              | Lubów Lübchen, Lubień                              |         | 2                          | Przystanek osobowy                 | [ 20 ] [ 12 ] |
| 18,379                                              | Irządze Irrsingen                                  |         | 1                          | Przystanek osobowy                 | [ 21 ] [ 12 ] |
| 24,631                                              | Luboszyce Herrnlauersitz                           |         | 1                          | Przystanek osobowy                 | [ 22 ] [ 12 ] |
| 26,389                                              | Bełcz Wielki Oderbeltsch, Waldvorwerk, Bronikowice |         | 2                          | Przystanek osobowy                 | [ 23 ] [ 12 ] |
| 30,186                                              | Osetno Groß Osten                                  |         | 1                          | Przystanek osobowy                 | [ 24 ] [ 12 ] |
| 32,683                                              | Rogów Górowski Neuguth, Skarszów                   |         | 1                          | Przystanek osobowy                 | [ 25 ] [ 12 ] |
| 35,119                                              | Stara Góra Alt Guhrau, Góra Stara                  |         | 1                          | Przystanek osobowy, rampa towarowa | [ 26 ] [ 12 ] |
| 37,800                                              | Góra Śląska Guhrau                                 |         | 3                          | Stacja kolejowa, rampa towarowa    | [ 27 ] [ 12 ] |
| 40,800                                              | Sławęcice Schlabitz                                |         | 1                          | Stacja kolejowa, rampa towarowa    | [ 28 ] [ 12 ] |
| 43,300                                              | Glinka Gleinig, Oberklinge, Glinka Górna           |         | 3                          | Przystanek osobowy, rampa towarowa | [ 29 ] [ 12 ] |
| 46,700                                              | Witoszyce Heinzendorf-Kraschen                     |         | 2                          | Przystanek osobowy                 | [ 30 ] [ 12 ] |
| granica państwa do 1939 /                           |                                                    |         |                            |                                    |               |
| 49,100                                              | Laskowa Heizendorfer Waldhäuser                    |         | 1                          | Przystanek osobowy                 | [ 31 ] [ 12 ] |
| granica województw dolnośląskiego i wielkopolskiego |                                                    |         |                            |                                    |               |
| 52,000                                              | Henrykowo Heinrichshof                             |         | 1                          | Przystanek osobowy                 | [ 32 ] [ 12 ] |
| 57,000                                              | Leszno Zaborowo Lissa Saboren                      |         | 1                          | Przystanek osobowy                 | [ 33 ] [ 12 ] |
| 59,80                                               | Leszno Dworzec Mały Lissa Lissa Kleinbanhof        |         | 1                          | Stacja węzłowa                     | [ 7 ] [ 12 ]  |

## Charakterystyka techniczna
Linia nosiła nazwę małej, bowiem jej parametry odbiegały od ówcześnie przyjętych standardów (promienie łuków, nacisk osiowy, wielkość wzniesień), a nie jak podają niektóre źródła, że była linią wąskotorową. Rozstaw szyn wynosił 1435 mm. Podróż z Leszna do Krzelowa zajmowała według rozkładu z 1917 roku 3 godziny. Średnia prędkość pociągu wynosiła 20 km/h.

## Ruch pociągów
W 1928 roku linia Leszno – Krzelów obsługiwana była przez 4 parowozy serii T3 (polskie oznaczenie TKh1), 1 wagon spalinowy, 5 wagonów osobowych i 2 wagony bagażowe. Stan taboru na roku 1939 wskazuje: 3 lokomotywy, 2 wagony silnikowe, 7 wagonów osobowych, 2 bagażowe. Poza tym, linia obsługiwała pociągi towarowe posiadając 32 wagony towarowe.
| Ruch osobowy                             | Ruch towarowy                            | Rozebrane odcinki           |
| ---------------------------------------- | ---------------------------------------- | --------------------------- |
| Krzelów – Góra Śl. do 1960               | Krzelów – Góra Śl. do 1964               | Leszno – Laskowa 1922       |
| Góra Śl. – Witoszyce do 22 stycznia 1945 | Góra Śl. – Witoszyce do 22 stycznia 1945 | Laskowa – Witoszyce do 1944 |
| Witoszyce – Henrykowo Wlkp. do 1919      | Witoszyce – Henrykowo Wlkp. do 1919      | Witoszyce – Góra Śl. 1945   |
| Henrykowo Wlkp. – Leszno do 1920         | Henrykowo Wlkp. – Leszno do 1920         | Góra Śl. – Krzelów 1984     |